# 1964年東京オリンピックのウルグアイ選手団
1964年東京オリンピックのウルグアイ選手団（1964ねんとうきょうオリンピックのウルグアイせんしゅだん）は、1964年10月10日から10月24日にかけて日本の首都東京で開催された1964年東京オリンピックのウルグアイ選手団、およびその競技結果。

## 概要
今大会は銅メダル1個、合計1個のメダルを獲得した。

## メダル
| メダル | 選手名               | 競技       | 種目       |
| ------ | -------------------- | ---------- | ---------- |
| 銅     | Washington Rodriguez | ボクシング | バンタム級 |